# 山陽女学園中等部・高等部
山陽女学園中等部・高等部（さんようじょがくえんちゅうとうぶ・こうとうぶ）は、広島県廿日市市に所在し、中高一貫教育を提供する私立女子中学校・高等学校。

## 設置学科・コース・部活動
高等部
- 全日制課程

S特進コース
・文系特進コース
・理系特進コース
・総合進学コース
・パティシエコース
・こども教育コース
- 通信制課程

・リアライズコース
部活動
- 文化部系
- 吹奏楽部マーチングバンド
- カラーガード部
- インターアクト部
- 管弦楽部
- ダンス部
- マンドリン部
- ミュージカル演劇部
- コーラス部
- 筝曲部
- ESS部
- 書道部
- 文芸部
- 写真部
- 放送部
- 天文部
- サイエンス部
- 軽音楽部

- 運動部系
- サッカー部
- 弓道部
- テニス部
- バレーボール部
- 陸上部
- 卓球部
- 新体操部
- 同好会
- ラジコン同好会
- セーリング同好会
- 漫画研究同好会
- 茶華道同好会
- 放送同好会
- 天文同好会
- 手芸同好会
- 文芸同好会
- ESS同好会
- インターアクト同好会
- 写真同好会
- サイエンス同好会
- 合気道同好会

## 沿革
- 1928年 - 山陽中学校（現在の広島山陽学園山陽高等学校）校主の石田真一により、山陽高等女学校を設立。
- 1948年 - 学制改革に伴い、山陽女子高等学校（普通科・家庭科）・山陽女子中学校に改組。
- 1963年 - 山陽女子中学校廃止。
- 1977年 - 高等学校に衛生看護科設置。
- 1979年 - 高等学校に理数科設置。
- 2001年 - 山陽女子中学校を再開する形で山陽女学園中等部設立。
- 2004年 - 山陽女子高等学校を山陽女学園高等部に改称。衛生看護科廃止。
- 2014年 - 高等部理数科文理コースを理系進学コースと文系進学コースに改編
- 2017年 - 高等部普通科にライセンスコースを設置
- 2019年 - 高等部普通科にこども教育コース、パティシエコース、生活デザインコースを設置
- 2020年 - 高等部普通科に未来探究コースを設置、高等部に通信制課程リアライズコース設置
- 2020年 - 製菓実習室改修
- 2023年 - 高等部普通科進学コースを総合進学コースに名称変更

## 出身者
- 青戸あかね（広島メイプルレッズ所属）
- 福場也実（元女子サッカー選手）

## 交通アクセス
- 広島電鉄宮島線「山陽女学園前駅」より下車徒歩3分
- 山陽本線（JR西日本）「廿日市駅」より徒歩10分